# Alida van den Bos
Alida Johanna van den Bos, née le 18 janvier 1902 à Amsterdam (Pays-Bas) et morte le 16 juillet 2003 dans la même ville, est une gymnaste artistique néerlandaise.

## Biographie
Alida van den Bos remporte aux Jeux olympiques d'été de 1928 à Amsterdam la médaille d'or du concours général par équipes féminin avec Estella Agsteribbe, Helena Nordheim, Anna Polak, Judikje Simons, Elka de Levie, Jacomina van den Berg, Jacoba Stelma, Anna van der Vegt, Petronella van Randwijk, Petronella Burgerhof et Hendrika van Rumt.
En 2000, le Comité international olympique lui décerne l'Ordre olympique en argent. Elle est jusqu'à sa mort la doyenne néerlandaise et mondiale des champions olympiques.